# This Mortal Coil
This Mortal Coil foi um coletivo musical britânico formado em 1983 em Londres, liderado por Ivo Watts-Russell, fundador da gravadora britânica 4AD. Não sendo uma banda, no verdadeiro sentido do termo.

## História
O primeiro trabalho da banda foi um EP de 1983, Sixteen Days/Gathering Dust, em que participaram Elizabeth Fraser, dos Cocteau Twins, e Gordon Sharp, dos Cindytalk. O EP continha uma versão do tema Song to the Siren, de Tim Buckley.
O primeiro álbum, It'll End in Tears, é lançado no ano seguinte, com as participações, para além de Lisa Gerrard e Gordon Sharp, de Robin Guthrie e Simon Raymonde dos Cocteau Twins, Steven e Martyn Young dos Colourbox, Brendan Perry dos Dead Can Dance, Mark Cox dos Wolfgang Press,  Robbie Grey dos Modern English e Howard Devoto dos Buzzcocks e Magazine.
O álbum seguinte, um duplo álbum, Filigree & Shadow, de 1986, é um trabalho parcialmente instrumental, que inclui versões de temas de Van Morrison, Talking Heads, Tim Buckley, entre outros, para além de originais. De entre os músicos participantes, destaque-se Simon Raymonde, dos Cocteau Twins, Martin McCarick (violino e produção), e Dominic Appleton, dos Breathless, Deirdre e Louise Rutkowski, e Alison Limerick, nas vozes.
O álbum final, Blood, é um trabalho idêntico ao anterior, em que parte dos temas são instrumentais, mas diferencia-se dos anteriores, sendo menos melancólico e conceitual. Para as vozes foram convidados  Caroline Crawley,  dos Shelleyan Orphan, Kim Deal e Tanya Donelly, dos Breeders, e Heidi Berry. Neste último trabalho, para além de temas originais, são incluídas versões de Chris Bell, Rain Parade, Spirit, Syd Barrett e Rodney Crowell.
A par dos Dead Can Dance e dos Cocteau Twins, os This Mortal Coil marcaram um género musical, caracterizado por um som Ethereal Wave, para além de terem sido essenciais no sucesso da editora 4AD.

## Discografia

### Álbuns
- It'll End in Tears, (1984)
- Filigree & Shadow, (1986)
- Blood, (1991)

### EP
- Sixteen Days/Gathering Dust, (1983)

### Compilações
- 1983-1991, (1993)